# ハルナユキザサ
ハルナユキザサ（榛名雪笹、学名：Maianthemum robustum ）は、ユリ科の多年草。
APG植物分類体系では、ハルナユキザサは、ユリ目ユリ科からキジカクシ目キジカクシ科に分類される。また、属としては、旧ユキザサ属（ユキザサぞく、学名：Smilacina、漢字表記：雪笹属）に属していたが、旧ユキザサ属は、マイヅルソウ属に含められた。

## 特徴
地下にある根茎が特徴的で、2-3個に分枝しながら長く横たわり、直径は20-25mmになり数珠状の結節をつくる。同属のユキザサに似るが、非常に大型で、茎の高さは80-150cmになる。葉は茎の上部に互生し、葉身は長さ15-20cm、幅6-9cmになる長楕円形または披針状長楕円形で、葉の裏面は多少粉白色を帯び、軟毛が密生する。
花期は6-7月。茎先に長さ約15cmになる大型の円錐花序をつけ、白色の小さい両性花を多数つける。花序に毛が密生する。花の径は約7mm、花被片は6個、狭長楕円形またはへら状長楕円形で、ユキザサと比べ幅は広い。雄蕊は6個。雌蕊の花柱は短く、柱頭は丸いか、わずかに3浅裂する。果実は球形の液果で、ユキザサと比べ大型で、赤く熟す。

## 分布と生育環境
日本固有種で、群馬県の榛名山、栃木県日光の男体山のほか、本州中部地方に広く分布し、落葉広葉樹林の林床に生育する。

## 和名の由来
「榛名雪笹」の意で、初め群馬県の榛名山で発見され、榛名山特産のユキザサであることから、この名がついた。その後、長野県軽井沢でも採集された。

## シノニム
- Smilacina robusta Makino et Honda[6]
- Smilacina japonica A.Gray var. robusta (Makino et Honda) Ohwi[7]